# Східний газопровід (Ізраїль)
Східний газопровід (Ізраїль) — один з елементів газотранспортної мережі Ізраїлю, котрий забезпечує маневр ресурсом між північними та південними районами країни.
Трубопровід, що почав діяти 2017 року, завдовжки 83 км та виконаний в діаметрі 900 мм. Він сполучив Північний газопровід (точка з'єднання в Хагіті) з відгалуженням Центрального газопроводу, котре підходить до Рамли. Це створило у газотранспортній системі Ізраїлю кільце Ашдод — Дор — Хагіт — Рамла — Ашдод та додало другий маршрут, яким газ із гігантського офшорного родовища Левіафан (під'єднане до ГТС в районі Дору) може подаватись на південь.